# Конституція Римської республіки
Конституція Римської республіки - набір керівних принципів, що  передавалися в основному через прецедент . Конституція була значною мірою неписаною, некодифікованою, і постійно розвивалася. Замість того щоб створити політичний режим, який в першу чергу був би демократичним (як у древніх Афінах), аристократичним (як це було в стародавній Спарті), або монархічним (як це було в ранньому Римі), давньоримська конституція була сумішшю цих трьох елементів, створюючи тим самим три окремі гілки влади. Демократичний елемент виражався через народні збори, аристократичний елемента прийняв форму  Сенату, і монархічний елемент набув форми багатьох короткострокових виконавчих магістратів.
Основним джерелом суверенітету в цій стародавній республіці, як і в сучасних республіках, був демос (народ). Римський народ проводив збори для прийняття законів і обрання виконавчих магістратів . Обрання в  магістратуру тягло за собою автоматичне членство в Сенаті, як правило довічне, за винятком вигнання. Сенат керував поточними справами в Римі, в той же час сенатори головували в судах . Виконавчі магістрати стежили за дотриманням закону, і мали більше виконавчої влади ніж Сенат і народні (законодавчі) збори . Складний комплекс стримувань і противаг був розроблений для рівноваги між цими трьома гілками влади, з тим щоб звести до мінімуму ризик свавілля і корупції, і максимально збільшити ймовірність доброго урядування. Проте, розподіл повноважень між цими трьома гілками влади не було абсолютним. Крім того, мало місце часте використання декількох конституційних інститутів, які йшли врозріз із духом конституції Римської республіки . Конституційна криза почалася в 133 році до н. е., в результаті боротьби між аристократією і простим народом . Ця криза в кінцевому результаті призвела до краху Римської республіки і заміні її принципатом, як форми правління у Ранній Римській імперії.